# Kloster Valence

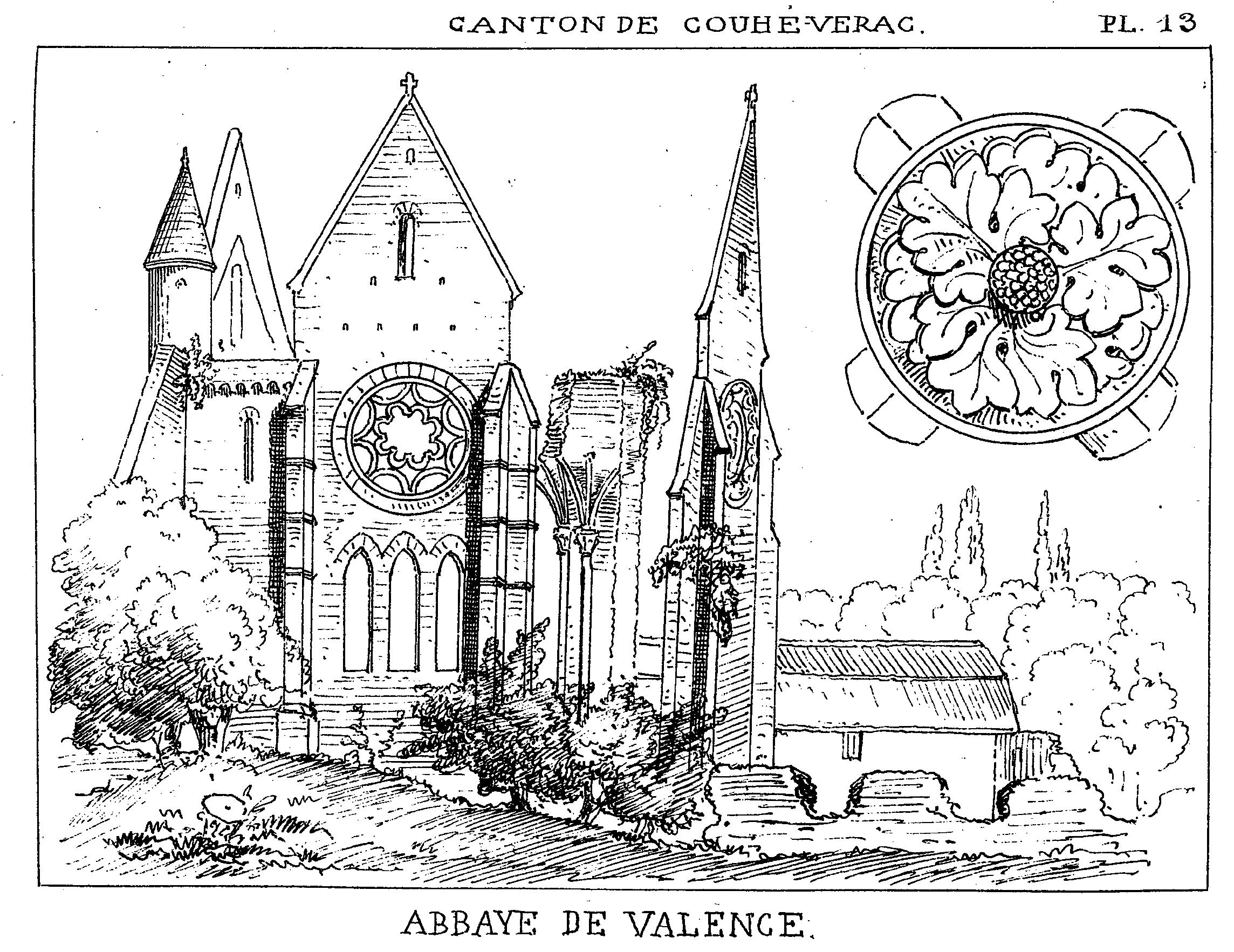
Kloster Valence - Zeichnung der Ruinen im 19. Jahrhundert

Das Kloster Valence (Valentia) ist eine ehemalige Zisterzienserabtei in der Gemeinde Valence-en-Poitou im Département Vienne, Region Nouvelle-Aquitaine, in Frankreich. Das Kloster liegt rund 36 Kilometer südlich von Poitiers.

## Geschichte
Das Kloster wurde im Jahr 1225 oder 1230 von Graf Hugo X. von Lusignan gegründet. Es ist unklar, ob es eine Tochtergründung von Kloster Pontigny (so Peugniez) oder von Kloster Clairvaux (so die Certosa di Firenze) war. Das Kloster wurde in den Religionskriegen des 16. Jahrhunderts zerstört, aber wieder aufgebaut, und während der Französischen Revolution 1791 aufgelöst.

## Bauten und Anlage
Erhalten sind Reste der Kapelle, des Gästetrakts und ein Teil des 20 m langen und 10 m breiten zweischiffigen Refektoriums mit Kreuzgratgewölbe, das von drei zylindrischen Säulen getragen wird, aus dem 13. Jahrhundert.
1935 wurde die Anlage zum Monument historique erklärt. Geschützt sind das Torhaus mit zwei Toren, die Brücke und das Abtshaus aus dem 17. Jahrhundert.